# Tourville-la-Campagne

Tourville-la-Campagne este o comună în departamentul Eure, Franța. În 1 ianuarie 2022 avea o populație de 1.114 de locuitori.